# Піндіково
Пінді́ково (рос. Пиндиково, чув. Пилешкасси) — присілок у складі Козловського району Чувашії, Росія. Входить до складу Солдибаєвського сільського поселення.
Населення — 270 осіб (2010; 314 у 2002).
Національний склад:
- чуваші — 98 %

У присілку народився відомий чуваський письменник Мораньков Никифор Федорович (Никифор Мранькка) (1901-1973).